# George Connelly
Pour les articles homonymes, voir Connelly.
George Connelly est un footballeur international écossais, né le 1er mars 1949 à High Valleyfield (en) (Fife). Évoluant comme milieu de terrain, il est principalement connu pour ses 9 saisons au Celtic.
Il compte 2 sélections en équipe d'Écosse.

## Biographie

### Carrière en club
Natif du council area du Fife, il s'engage en mars 1966 au Celtic depuis le club de Tulliallan Juniors et est promu en équipe première à partir de la saison 1968-69. Très polyvalent, il était capable de jouer à pratiquement tous les postes même si sa prédilection allait pour milieu gauche ou meneur de jeu.
Il n'a marqué que peu de buts lors de ses 9 saisons au Celtic mais deux d'entre eux sont restés dans les mémoires des supporteurs. En 1969, il marque le 3e but d'une victoire 3-0 en finale de la Coupe d'Écosse contre les rivaux des Rangers, but inscrit après avoir pris la balle dans les pieds du grand John Greig et avoir dribblé ensuite le gardien pour marquer dans le but vide.
En 1970, il inscrit le but de la victoire 1-0 en demi-finale de la Coupe d'Europe des clubs champions 1969-70 contre Leeds United à Elland Road, ouvrant la voie à la qualification du Celtic à sa seconde finale européenne, perdue contre Feyenoord Rotterdam.
Toutefois, alors qu'il semblait l'héritier désigné de Billy McNeill à la fois au sein de la défense et en tant que capitaine du Celtic mais aussi en équipe d'Écosse, il se retrouva régulièrement éloigné des terrains sans raison particulière.
Longtemps après, il avoua que des problèmes personnels avaient causé ces disparitions, principalement des difficultés relationnelles dans son couple. De plus, il reconnut que la possibilité de signer avec Manchester United, notamment des contacts poussés avec Tommy Docherty, avaient pu le démobiliser.
Après avoir passé 9 saisons au Celtic, il s'engagea pour Falkirk où il ne resta que neuf mois en 1976 avant de repartir pour les ligues juniors et de cumuler un emploi comme chauffeur de taxi.
Il ne remit pas les pieds au Celtic Park pendant 30 ans jusqu'en 2006 où il participa à un tirage au sort lors de la mi-temps d'un match du Celtic contre le Milan AC.

### Carrière internationale
George Connelly reçoit 2 sélections en faveur de l'équipe d'Écosse, la première le 26 septembre 1973, pour une victoire 2-1, au Hampden Park de Glasgow, contre la Tchécoslovaquie en éliminatoires de la Coupe du monde 1974 et la dernière sélection le 14 novembre 1973, pour un match nul 1-1, toujours au Hampden Park de Glasgow, contre la RFA en match amical.